# Pee Wee Reese
Harold Henry Reese (Ekron, Kentucky, Estados Unidos, 23 de julio de 1918 - Louisville, Kentucky, Estados Unidos, 14 de agosto de 1999), más conocido como Pee Wee Reese, fue un beisbolista estadounidense. Es considerado uno de los beisbolistas más populares en la historia de la franquicia de las Grandes Ligas. Jugó la mayor parte de su carrera profesional para los Brooklyn Dodgers de las Grandes Ligas de Béisbol. Fue ingresado al Salón de la Fama del Béisbol en 1984.

## Biografía
Nació en una granja ubicada en el condado de Meade, estado de Kentucky, a medio camino entre   Ekron y Brandenburg, y a los siete años se fue a vivir a la ciudad de Louisville junto a su familia. El pequeño Harold tenía como gran afición jugar a las canicas y por participar en torneos para jovencitos, en las que utilizaba un tipo de canica más pequeña conocida como  Pee Wee Marble,  se ganó precisamente el sobrenombre de Pee Wee. Esta fue la razón que se conociera en el mundo del béisbol de esa manera, y no por su corta estatura, aunque también lo era, ya que peewee en el idioma inglés significa «diminuto».
Ya como adolescente ocupaba el tiempo libre que le dejaba el trabajo para jugar al béisbol, y para 1937 ganó un evento en la misma ciudad de Louisville. Pronto jugó para el equipo Louisville Colonels de la American Association, y allí fue conocido como el «Pequeño coronel». El equipo fue adquirido por Tom Yawkey, propietario de los Boston Red Sox en 1938. Estaba previsto que Reese pasara a este equipo de Grandes Ligas, pero debido a que el jugador titular, Joe Cronin, extendió su contrato, fue vendido a los Brooklyn Dodgers.
Con Brooklyn inició su trayectoria en las Mayores en el año 1940. Ya en 1950 era nombrado como el capitán del equipo debido a sus dotes de líder. Jugó la mayor parte de su carrera en la posición de campocorto.
Participó en 10 Juegos de Estrellas y su mejor porcentaje de bateo en una temporada fue de ,309 en 1954. Hasta el año 2015 ostenta la mejor marca de carreras anotadas para Los Angeles Dodgers con un total de 1338. Con los Dodgers jugando en Brooklyn, ganó siete títulos de campeón de la Liga Nacional y una Serie Mundial en 1955 en la que los Dodgers se adjudicaron el campeonato de las Grandes Ligas. En ese «clásico de otoño», Reese aportó ocho imparables, dos carreras impulsadas y cinco carreras anotadas con un porcentaje de bateo de ,296.
Pese a su invaluable aporte deportivo al equipo angelino, fue su gesto hacia Jackie Robinson durante un juego del 13 de mayo de 1947 lo que ha sido más recordado. En esa oportunidad, en Cincinnati, los fanáticos de los Reds molestaban a Robinson quien debutaba como el primer afroamericano en las Grandes Ligas en su etapa moderna en esa temporada. Con el equipo en posición defensiva, Reese se acercó a Robinson (ubicado en primera base) y le abrazó por encima de su hombro para brindarle palabras de confianza. Aparte de esto, siempre se negó a respaldar una petición de sus compañeros de equipo para que Robinson fuera rechazado.
Reese fue ingresado al Salón de la Fama del Béisbol en 1984. Fue parte de la Armada de los Estados Unidos durante la Segunda Guerra Mundial y trabajó como comentarista con las cadenas CBS, NBC y para los Cincinnati Reds. Portaba el número «1» en el uniforme de los Dodgers el cual fue retirado de la institución en homenaje a su trayectoria.
Sus restos están sepultados en el Cementerio Memorial Resthaven en Louisville (Kentucky), cuando su esposa Dorothy Elinor Walton Reese con la cual había tenido dos hijos, murió el 7 de marzo del 2012, fue enterrada a su lado.

## Estadísticas
Estadísticas a la ofensiva de Pee Wee Reese en las Grandes Ligas.
| Jugador       | Equipo (s) | JJ   | VB   | CA   | H    | 2B  | 3B | HR  | RBI | BB   | K   | BR  | OR | AVG  |
| Pee Wee Reese | BRO, LAD   | 2166 | 8058 | 1338 | 2170 | 330 | 80 | 126 | 885 | 1210 | 890 | 232 | 45 | ,269 |

JJ: Juegos jugados, VB: Veces al bate, CA: Carreras anotadas, H: Hits, 2B: Dobles, 3B: Triples, HR: Home runs, RBI: Carreras empujadas, BB: Bases por bolas, K: Ponches, BR: Bases robadas, OR: Outs robando, AVG: Porcentaje de bateo